# سينما فيريتيه

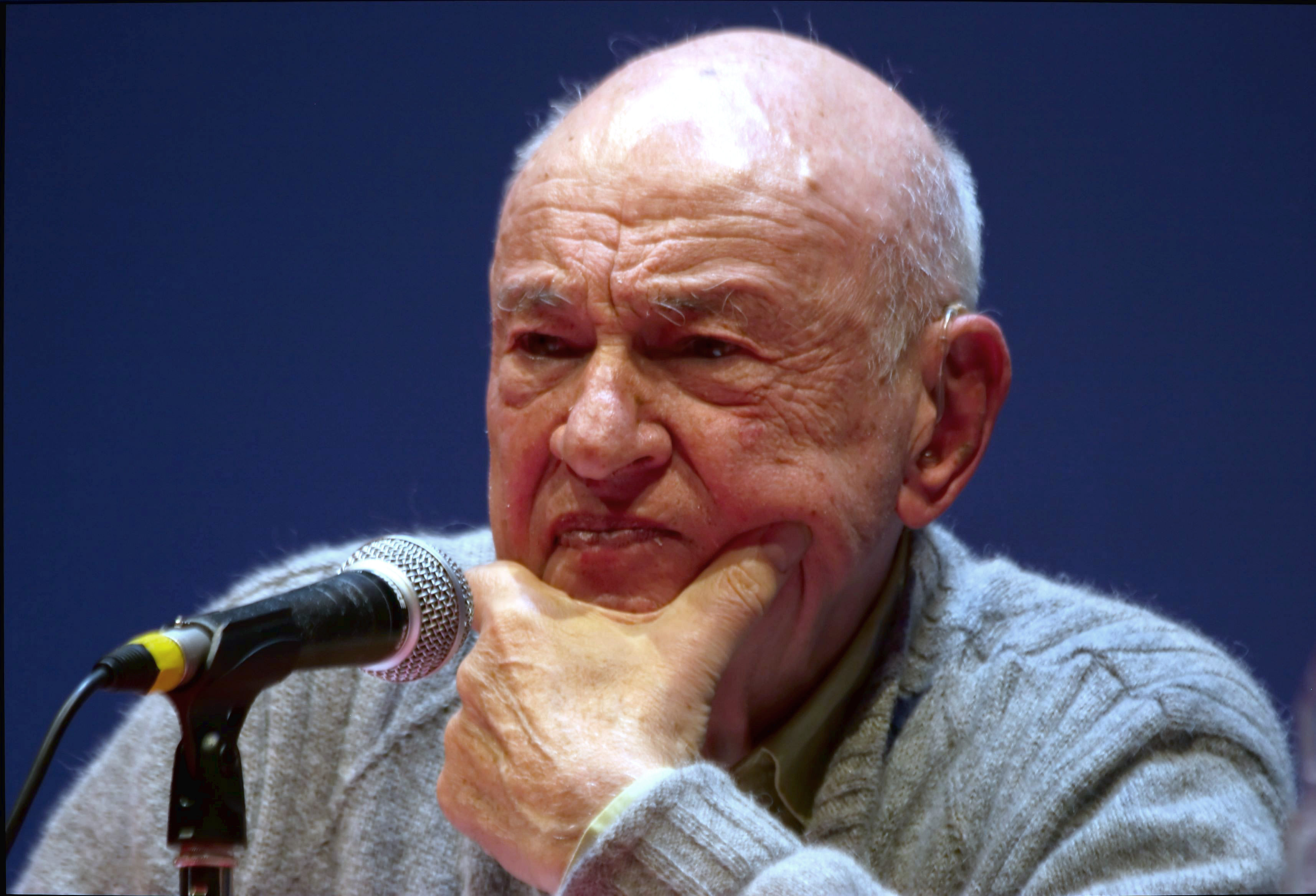

سينما فيريتيه أو سينما الواقع (بالفرنسية: Cinéma vérité) هو أسلوب في صناعة الأفلام بحيث تبدوا مثل الوثائقية اخترع جان روتش، فهو يجمع بين الارتجال مع استخدام الكاميرا المحمولة على اليد للكشف عن الحقيقة أو تسليط الضوء على موضوعات خفية وراء الواقع الخام.

## روابط خارجية
- REALISM, article by Robert McConnell at Parlez-vous.com
- Cinéma Vérité at Encyclopædia Britannica
- French Realism and Cinema Verite في أرشيف الإنترنت

- Minnesota Declaration - فرنر هرتزوغ´s criticism of Cinéma Vérité (See AXIOMS OF FEELING)